# Alba Rueda
Alba Rueda (Salta, 7 de abril de 1976) é uma política argentina que se tornou a primeira mulher abertamente transgênero a ocupar um cargo governamental sênior na política de seu país, quando atuou como Subsecretária de Políticas de Diversidade no Ministério da Mulher, Gênero e Diversidade, entre janeiro de 2020 e maio de 2022.

## Vida pregressa
Alba Rueda nasceu na cidade de Salta, em 7 de abril de 1976 e mudou-se para Buenos Aires com a família na década de 1990, onde viviam na pobreza. Ela se assumiu mulher transgênero aos 16 anos, quando escolheu o nome "Alba". Ela passou a estudar filosofia, na Universidade de Buenos Aires, mas desistiu pouco antes de concluir sua graduação, alegando transfobia entre funcionários da universidade.

## Ativismo
Em 2003, Alba Rueda começou a visitar o Hotel Gondolín, um centro para pessoas trans em Buenos Aires, que se tornou um centro do movimento trans argentino. Lá, ela conheceu ativistas transexuais locais, incluindo Marlene Wayar e Lohana Berkins. Alba defendeu a inclusão de mulheres trans em espaços feministas e promoveu causas transfeministas. Alba fez campanha pelo casamento entre pessoas do mesmo sexo na Argentina, que foi legalizado pelo governo argentino em 2010; e também fez campanha com sucesso pela aprovação da Lei de Identidade de Gênero, em 2012. Alba Rueda criou o 0800, uma linha telefônica de apoio para que pessoas trans argentinas tenham seus documentos pessoais registrados com o nome e sexo correspondentes.
Em 2006, Alba Rueda começou a trabalhar para o Instituto Nacional Contra a Discriminação, Xenofobia e Racismo (INADI). Alba não recebeu pagamento por dois anos porque sua identidade de gênero não correspondia à sua documentação oficial; ela começou a defender publicamente o reconhecimento formal de sua identidade de gênero no recebimento de seu salário, que foi aprovado pela então presidente Cristina Kirchner, em 2008. O documento de identidade nacional de Alba Rueda (DNI) foi finalmente alterado em 2019. Posteriormente, ela processou o Arcebispo de Salta devido à sua recusa em atualizar sua certidão de batismo com o nome escolhido.
Além de seu trabalho no INADI, Alba Rueda também foi jornalista da Notitrans, a primeira revista de notícias trans da América Latina. Alba é a fundadora da "Trans Women Argentina" e foi presidente da instituição. Atuou como pesquisadora no Departamento de Gênero e Comunicação, do Centro de Cooperação Floreal Gorini. Alba Rueda também é membro do Observatório de Gênero na Justiça, do Poder Judiciário da cidade de Buenos Aires.

## Carreira política
Em 24 de dezembro de 2019, foi anunciado que Alba Rueda seria a Subsecretária de Políticas de Diversidade no recém-criado Ministério da Mulher, Gênero e Diversidade. Alba assumiu o cargo em janeiro de 2020. Ela fez campanha por um projeto de lei de cotas de emprego que reserva 1% dos empregos no setor público para pessoas trans; esse projeto foi aprovado em junho de 2021 pelo Congresso Nacional da Argentina. Alba já havia criticado o governo argentino por sugerir que a heterossexualidade fazia parte da “diversidade sexual”. Em 2022, Alba Rueda foi nomeada Representante Especial para Orientação Sexual e Identidade de Gênero no Ministério das Relações Exteriores e Culto, de Santiago Cafiero. Alba tornou-se um dos cinco enviados internacionalmente que defendem os direitos LGBTQIA em nome dos governos nacionais, ao lado de Jessica Stern, dos Estados Unidos; Nick Herbert, do Reino Unido; Fabrizio Petri, da Itália; e Sven Lehmann, da Alemanha.
Em junho de 2022, Alba Rueda apelou ao governo para abordar a questão do transfeminicídio na Argentina.

## Reconhecimento
- 2022 - Time 100 Next, da revista Time.[11]
- 2021 - 100 Mulheres da BBC, reconhecendo as mulheres mais influentes do mundo.[6]